# The God Machine (álbum)
The God Machine es el undécimo álbum de estudio de la banda de power metal alemana Blind Guardian. Su lanzamiento está planeado para el 2 de septiembre de 2022, y será publicado por Nuclear Blast. Se trata del periodo más largo entre dos álbumes de estudio en su carrera, ya que, Beyond the Red Mirror fue lanzado en 2015. El primer single del álbum, "Deliver Us From Evil", fue publicado el 2 de diciembre de 2021, mientras que el 18 de marzo de 2022 se publicó el segundo single "Secrets of the American Gods", siendo éste una versión reducida del lanzado en el disco. También, el 27 de mayo de 2022 se hizo un adelanto de "Blood of the Elves", en su versión reducida, en el canal de su discográfica Nuclear Blast.

## Lista de canciones
| N.º | Título                         | Duración |  |
| 1.  | «Deliver Us from Evil»         | 5:22     |  |
| 2.  | «Damnation»                    | 5:21     |  |
| 3.  | «Secrets of the American Gods» | 7:29     |  |
| 4.  | «Violent Shadows»              | 4:18     |  |
| 5.  | «Life Beyond the Spheres»      | 6:03     |  |
| 6.  | «Architects of Doom»           | 6:21     |  |
| 7.  | «Let It Be No More»            | 4:49     |  |
| 8.  | «Blood of the Elves»           | 4:38     |  |
| 9.  | «Destiny»                      | 6:47     |  |